# Giovanni Antonio Medrano
Giovanni Antonio Medrano (Sciacca, 11 de diciembre de 1703–Nápoles, 1760) fue un arquitecto, ingeniero y militar italiano.

## Biografía
Giovanni Antonio Medrano nació en Sciacca —Sicilia— el 11 de diciembre de 1703. De adolescente se mudó a España con su familia, donde asistió al Real Cuerpo de Ingenieros fundado por Felipe V en 1711 y se embarcó en una carrera militar. Como ingeniero y teniente, participó en 1718 en la expedición para reconquistar Sicilia. Después de dos años fue destinado a las guarniciones militares de Cataluña, para especializarse en infraestructuras e instalaciones militares (como la fortaleza de Montjuïc, que diseñó en 1730). 

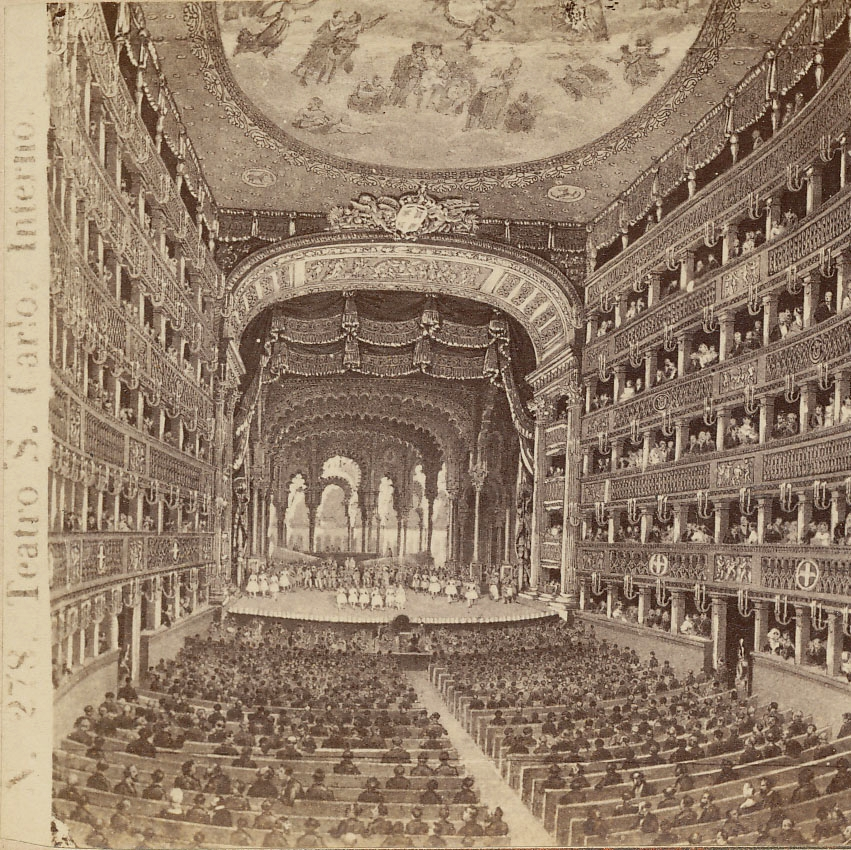
Interior del Teatro San Carlo. Inaugurado el 4 de noviembre de 1737, es el más antiguo teatro de ópera activo del mundo, y ha sido el modelo de los siguientes teatros de Europa.

En 1731 Giovanni regresó a Italia con el rango de teniente e ingeniero ordinario. Le acompañaba el hijo de Felipe V, Carlos, pues su tarea era supervisar la formación del infante español en las disciplinas técnicas-científicas previstas por la educación de un príncipe. Con su coronación como rey del Nápoles y de Sicilia, Medrano ocupó prestigiosos puestos porque para el nuevo monarca era necesario tener un control más directo sobre todo el sistema local de obras públicas. Primero fue promovido como brigadier y más tarde como ingeniero mayor del reino. En calidad de éste, durante el periodo que va desde el establecimiento de los Borbones en el reino hasta la Guerra de Sucesión Polaca, tuvo encargos de prestigio: la ampliación del Palacio Real de Nápoles en 1734; proyectos para el Palacio de los Estudios Reales al año siguiente; la construcción del Teatro San Carlos en 1737 y que tan solo duró nueve meses y, finalmente, un proyecto en 1738 para el Palacio Real de Portici.
Medrano tuvo encargos importantes también fuera de la capital del reino. En 1734 elaboró un proyecto para el obelisco conmemorativo de Bitonto, y en Volturno, cerca del sitio real de Venafro, se le encomendó además la tarea de diseñar un puente. En 1738 se asoció con Angelo Cashavee y Antonio Canevai para la construcción del Palacio Real de Capodimonte; a él se le debe la adopción de la consolidación de las grandes canteras («cuevas») que subyacen en el plano de cimentación del edificio. En 1740 se le confiaron los astilleros del muelle del puerto de Nápoles y el diseño del Palacio de la Cavallerizza a Chiaia.  Desde octubre de 1738 estuvo a cargo de supervisar los trabajos arqueológicos en el área del Vesubio. En 1741 algunas de sus ideas, como la corte abierta en el camino de Calabria, fueron aprobadas por Canevari.
Junto con Carasale, en 1741 fue acusado de fraude al fisco en la conducción de los trabajos de Capodimonte. Al mismo tiempo, las relaciones con la familia real empezaron a desvanecerse progresivamente con la pérdida de control —a partir del verano de 1741— de los astilleros encomendados. Después de dieciocho meses de prisión, con una pena descontada en el Presidio de Peñón (donde participó en 1746 en el proyecto del plan de la fortaleza y la bahía de Gibraltar), el 25 de septiembre de 1743 fue destituido de los encargos principales y degradado. Obtuvo la gracia con la respectiva reducción de la pena y regresó a Italia en el año 1746. No obstante, su figura profesional fue duramente atacada por las feroces críticas de los ingenieros napolitanos de la época. Marginado de los cargos públicos, de 1749 a 1754 fue ingeniero del Archicofradía de la Santísima Trinidad de los Peregrinos y en el 1752 restauró las propiedades de Giuseppe De Maio Durazzo. Murió, probablemente, en 1760.